# Система футбольных лиг Перу
Систе́ма футбо́льных лиг Перу́ состоит из пяти уровней, первые 2 из которых являются профессиональными, а остальные любительскими. Количество лиг в Перу приблизительно 550—650. Региональный этап и Национальный этап не являются самостоятельными лигами, это всего лишь стадии Кубка Перу, в котором борются за повышение в классе лучшие команды Ведомственных и Высших лиг.

## Текущая система
| 1 | Примера Дивисьон (Турнир децентрализации) 16 клубов | Примера Дивисьон (Турнир децентрализации) 16 клубов | Примера Дивисьон (Турнир децентрализации) 16 клубов | Примера Дивисьон (Турнир децентрализации) 16 клубов | Примера Дивисьон (Турнир децентрализации) 16 клубов | Примера Дивисьон (Турнир децентрализации) 16 клубов |  |  |  |
| 2 | Сегунда Дивисьон (Турнир повышения) 14 клубов       | Сегунда Дивисьон (Турнир повышения) 14 клубов       | Сегунда Дивисьон (Турнир повышения) 14 клубов       | Сегунда Дивисьон (Турнир повышения) 14 клубов       | Сегунда Дивисьон (Турнир повышения) 14 клубов       | Сегунда Дивисьон (Турнир повышения) 14 клубов       |  |  |  |
| 3 | Национальный этап (Кубок Перу) 16 клубов            | Национальный этап (Кубок Перу) 16 клубов            | Национальный этап (Кубок Перу) 16 клубов            | Национальный этап (Кубок Перу) 16 клубов            | Национальный этап (Кубок Перу) 16 клубов            | Национальный этап (Кубок Перу) 16 клубов            |  |  |  |
| 4 | Региональный этап (Кубок Перу) 8 групп              | Региональный этап (Кубок Перу) 8 групп              | Региональный этап (Кубок Перу) 8 групп              | Региональный этап (Кубок Перу) 8 групп              | Региональный этап (Кубок Перу) 8 групп              | Региональный этап (Кубок Перу) 8 групп              |  |  |  |
| 5 | Ведомственные лиги 25 лиг                           | Ведомственные лиги 25 лиг                           | Ведомственные лиги 25 лиг                           | Высшие лиги 12 лиг                                  | Высшие лиги 12 лиг                                  | Высшие лиги 12 лиг                                  |  |  |  |
| 6 | Чемпионаты провинций Перу около 175—200 лиг         | Чемпионаты провинций Перу около 175—200 лиг         | Чемпионаты провинций Перу около 175—200 лиг         | Чемпионаты провинций Перу около 175—200 лиг         | Чемпионаты провинций Перу около 175—200 лиг         | Чемпионаты провинций Перу около 175—200 лиг         |  |  |  |
| 7 | Чемпионаты районов Перу около 350—400 лиг           | Чемпионаты районов Перу около 350—400 лиг           | Чемпионаты районов Перу около 350—400 лиг           | Чемпионаты районов Перу около 350—400 лиг           | Чемпионаты районов Перу около 350—400 лиг           | Чемпионаты районов Перу около 350—400 лиг           |  |  |  |